# IC 4727
IC 4727 је елиптична галаксија у сазвјежђу Паун која се налази на листи објеката дубоког неба у Индекс каталогу.
Деклинација објекта је - 62° 42' 1" а ректасцензија 18h 37m 55,8s. Привидна величина (магнитуда) објекта IC 4727 износи 13,1 а фотографска магнитуда 14,1. IC 4727 је још познат и под ознакама ESO 103-33, PGC 62165.